# Karl Stollery
Karl Stollery, född 21 november 1987, är en kanadensisk professionell ishockeyspelare som tidigare spelade för Dinamo Riga i KHL. Han har tidigare spelat för New Jersey Devils och Colorado Avalanche i NHL, samt på lägre nivåer för Lake Erie Monsters i AHL och Merrimack Warriors (Merrimack College) i NCAA. Säsongen 2017-2018 spelade han för Dynamo Riga innan han sedan bytte klubb till Jokerit där han spelade 2018-2019, båda klubbarna spelar i KHL. Denna säsongen spelar han för Frölunda Indians dit han värvades sommaren 2019.
Stollery blev aldrig draftad av någon NHL–organisation.

## Statistik
| 2004–2005   | Camrose Kodiaks    | AJHL        | 4   | 0  | 0   | 0   | 0   | —  | — | — | — | —  |
| 2005–2006   | Camrose Kodiaks    | AJHL        | 42  | 1  | 5   | 6   | 40  | —  | — | — | — | —  |
| 2006–2007   | Camrose Kodiaks    | AJHL        | 59  | 11 | 24  | 35  | 57  | 5  | 2 | 0 | 2 | 4  |
| 2007–2008   | Camrose Kodiaks    | AJHL        | 52  | 3  | 24  | 27  | 40  | 10 | 1 | 1 | 2 | 8  |
| 2008–2009   | Merrimack Warriors | NCAA        | 34  | 5  | 11  | 16  | 28  | —  | — | — | — | —  |
| 2009–2010   | Merrimack Warriors | NCAA        | 35  | 4  | 15  | 19  | 42  | —  | — | — | — | —  |
| 2010–2011   | Merrimack Warriors | NCAA        | 39  | 6  | 21  | 27  | 48  | —  | — | — | — | —  |
| 2011–2012   | Merrimack Warriors | NCAA        | 37  | 7  | 14  | 21  | 58  | —  | — | — | — | —  |
|             | Lake Erie Monsters | AHL         | 9   | 2  | 5   | 7   | 4   | —  | — | — | — | —  |
| 2012–2013   | Lake Erie Monsters | AHL         | 72  | 5  | 29  | 34  | 62  | —  | — | — | — | —  |
| 2013–2014   | Colorado Avalanche | NHL         | 2   | 0  | 0   | 0   | 2   | —  | — | — | — | —  |
|             | Lake Erie Monsters | AHL         | 34  | 5  | 10  | 15  | 22  | —  | — | — | — | —  |
| 2014–2015   | Colorado Avalanche | NHL         | 5   | 0  | 0   | 0   | 2   | —  | — | — | — | —  |
|             | Lake Erie Monsters | AHL         | 46  | 5  | 9   | 14  | 55  | —  | — | — | — | —  |
|             | San Jose Sharks    | NHL         | 5   | 0  | 0   | 0   | 4   | —  | — | — | — | —  |
|             | Worcester Sharks   | AHL         | 14  | 2  | 4   | 6   | 8   | 4  | 1 | 1 | 2 | 6  |
| 2015–2016   | San Jose Barracuda | AHL         | 67  | 6  | 18  | 24  | 65  | 4  | 0 | 0 | 0 | 0  |
| 2016–2017   | New Jersey Devils  | NHL         | 11  | 0  | 3   | 3   | 13  | —  | — | — | — | —  |
|             | Albany Devils      | AHL         | 59  | 1  | 16  | 17  | 53  | 3  | 0 | 1 | 1 | 2  |
| 2017–2018   | Dinamo Riga        | KHL         | 53  | 3  | 11  | 48  | —   | —  | — | — | — |    |
| NHL totalt  | NHL totalt         | NHL totalt  | 23  | 0  | 3   | 4   | 22  | —  | — | — | — | —  |
| AHL totalt  | AHL totalt         | AHL totalt  | 335 | 24 | 104 | 132 | 289 | 11 | 1 | 2 | 3 | 8  |
| NCAA totalt | NCAA totalt        | NCAA totalt | 145 | 22 | 61  | 83  | 176 | —  | — | — | — | —  |
| AJHL totalt | AJHL totalt        | AJHL totalt | 157 | 15 | 53  | 68  | 137 | 15 | 3 | 5 | 8 | 12 |